# Маньков, Аркадий Георгиевич
Арка́дий Гео́ргиевич Манько́в (19 марта 1913, Санкт-Петербург — 2 марта 2006, Санкт-Петербург) — советский и российский историк, специалист по истории государства и права России. Доктор исторических наук (1962), заслуженный деятель науки РСФСР (1984), лауреат премии имени Б. Д. Грекова (1984).

## Биография
Отец — обер-секретарь Сената, а впоследствии — адвокат, мать — преподаватель. В 1917 году семья переехала из Петрограда в Красный Холм Тверской губернии. Зять основоположника тверского краеведения А. Н. Вершинского. В 1930-м окончил среднюю школу в районном центре Тверской области городе Кашин. В 1931—1934 годах работал статистиком на заводе «Красный треугольник» в Ленинграде, учился (1932—1935) на курсах при Государственной Публичной Библиотеке, которые окончил по специальности библиографа. В 1935-м несколько месяцев работал в ГПБ библиотекарем второго ранга Сектора фондов и обслуживания (пока не поступил в университет). Тогда же писал прозу и участвовал в литературных объединениях.
В 1940 году окончил исторический факультет ЛГУ (его научным руководителем был И. И. Смирнов). Поступил в аспирантуру, но через год был призван в армию. Участвовал в Великой Отечественной войне, служил на командных должностях в батальонах аэродромного обслуживания Ленинградского и Волховского фронтов. В начале 1946-го был демобилизован и продолжил учиться в аспирантуре.
В 1948 году защитил кандидатскую диссертацию «Цены и их движение в Русском государстве XVI в.». После этого работал в Ленинградском отделении института истории АН СССР (с 1968 года — Ленинградское отделение института истории СССР АН СССР, с 1992 года — Санкт-Петербургский институт истории РАН), в течение десяти лет руководил отделом истории феодализма (занимал и другие посты — был учёным секретарём, возглавлял Архив). В 1950—1960 годах вёл семинар на историческом факультете ЛГУ. С 1993 года — консультант Санкт-Петербургского отделения Института российской истории. Входил в Оргкомитет Симпозиума по аграрной истории Восточной Европы.
В 1951 году выпустил отдельной книгой свою диссертацию — первое исследование на эту тему в советской историографии. Через шесть лет книга была переведена на французский язык.
В 1962 году защитил докторскую диссертацию «Развитие крепостного права в России во второй половине XVII в.» и снова выпустил её отдельной книгой. Затем опубликовал монографию «Уложение 1649 года — кодекс феодального права России» (1980; второе издание, исправленное и дополненное, 2003). Подготовил академическое издание Уложения. А. Г. Маньков принимал участие в публикации законодательных документов XVII в., под его редакцией опубликованы «Иностранные известия о восстании Степана Разина», хозяйственные книги монастырей и другие документы, касающиеся истории России XVI—XVII вв. В 1998 году был ответственным редактором и комментатором четвёртого тома собрания «Российское законодательство X—XX вв.» («Законодательство и право России второй половины XVII в.»). Через год эта работа получила третью премию памяти Митрополита Московского и Коломенского Макария в номинации «История России».
Автор более шестидесяти научных работ об истории России.

## Дневник
В журнале «Звезда» (1994. № 5; 1995. № 11) были опубликованы дневники А. Г. Манькова 1933—1934 и 1938—1940 гг., выделяющиеся среди всей другой мемуарной литературы сталинской эпохи остро критическим восприятием происходящего в стране и беспрецедентной откровенностью автора. Публикация получила премию журнала «Звезда» (1995).
В 2001 году дневники были изданы отдельной книгой (малый формат, мягкая обложка, тираж 500 экземпляров).

## Судьба личной библиотеки
После смерти учёного осталась большая библиотека, состоявшая в первую очередь из исторической литературы. Часть её была куплена Петрозаводским университетом — инициативу проявила ученица Манькова И. А. Чернякова, заместитель декана исторического факультета по научной работе и международному сотрудничеству.
Более 300 изданий, в том числе оттиски статей автора и его коллег с автографами, вдова Манькова А. А. Вершинская подарила исследовательской лаборатории локальной и микроистории Карелии, которая действует на историческом факультете университета.

## Основные труды
- Движение и география хлебных цен в Русском государстве XVI в. // Исторические записки. 1949. Т. 28. С. 132—163.
- Цены и их движение в Русском государстве XVI века. М.; Л. : Изд-во АН СССР, 1951. 274 с.
- Очерки истории СССР : Конец XV — начало XVII вв. / А. И. Копанев, А. Г. Маньков, Н. Е. Носов. Л.: Учпедгиз, 1957. 254 с.
- Борьба посада с феодалами во второй половине XVII в. // Исторические записки. 1959. Т. 64. С. 217—232.
- К истории выработки законодательства о крестьянах на рубеже XVII и XVIII веков // Археографический ежегодник за 1958 год. М., 1960. С. 350—386.
- Крестьянский вопрос в Палате об Уложении 1700 г. // Вопросы экономики и классовых отношений в Русском государстве XII—XVII веков. М.; Л., 1960. С. 7-79.
- Развитие крепостного права в России во второй половине XVII века. М.; Л. : Изд-во АН СССР, 1962. 422 с.
- Записные книги крепостей на крестьян Поместного приказа второй половины XVII в. // Исследования по отечественному источниковедению. М.; Л., 1964. С. 324—330.
- Круги в разинском войске и вопрос о путях и цели его движения // Крестьянство и классовая борьба в феодальной России. Л., 1967. С. 264—279.
- Использование в России шведского законодательства при составлении проекта Уложения 1720—1725 гг. // Исторические связи Скандинавии и России, IX—XX вв. Л., 1970. С. 112—126.
- К истории реформы посадского управления 1699 г. // Исследования по социально-политической истории России. Л., 1971. С. 232—246.
- Проект Уложения Российского государства 1720—1725 гг. // Проблемы истории феодальной России. Л., 1972. С. 157—166.
- Крепостное право и дворянство в проекте Уложения 1720—1725 гг. // Дворянство и крепостной строй России XVI—XVIII вв. М., 1975. С. 159—180.
- Уложение 1649 года — кодекс феодального права России. Л.: Наука, 1980. 271 с.
  - Уложение 1649 года — кодекс феодального права России. 2-е изд., испр. М. : ГПИБ, 2003. 369, [1] с. ISBN 5-85209-117-0.
- Вершинская А. А., Маньков А. Г. Церковь и государство в России первой половины XVII в. // Вопросы научного атеизма. Вып. 25. Атеизм, религия, церковь в истории СССР / Акад. обществ. наук ЦК КПСС. Ин-т научного атеизма. — М.: Мысль, 1980. — С. 118—129. — 341 с. — 20 000 экз.
- Статистика и динамика законодательных актов России второй половины XVII в. (о некоторых особенностях становления абсолютизма) // Вспомогательные исторические дисциплины. 1989. Т. 20. С. 175—187.
- А. И. Копанев (1915—1990 гг.) // Вспомогательные исторические дисциплины. 1993. Т. 24. С. 298—304.
- Законодательство и право России второй половины XVII в. СПб.: Наука, 1998. 214, [2] с. ISBN 5-02-027344-9.
- Дневники тридцатых годов. СПб. : Европейский дом, 2001. 318 с. ISBN 5-8015-0089-8.